# 4 Regionalna Baza Logistyczna
4 Regionalna Baza Logistyczna im. gen. broni Tadeusza Jordan-Rozwadowskiego (4 RBLog) – jednostka logistyczna Wojska Polskiego, podporządkowana Inspektoratowi Wsparcia Sił Zbrojnych, została sformowana na podstawie rozkazu Szefa Inspektoratu Wsparcia Sił Zbrojnych nr Pf-83/Org. z dnia 5 sierpnia 2010.

## Historia
Formowanie jednostki rozpoczęto w 2010 roku, a oficjalne rozpoczęcie działalności nastąpiło 1 stycznia 2011.
Jednostkę sformowano na bazie obiektów z 6 Rejonowej Bazy Materiałowej i rozpoczęto podporządkowanie wielu jednostek Śląskiego Okręgu Wojskowego m.in.:
- 3 Centralną Składnicę Materiałów Wybuchowych – Krapkowice
- 4 Okręgową Składnicę Sprzętu Inżynieryjnego i Materiałów Wybuchowych – Brzeg
- 4 Okręgową Składnicę Map – Wrocław
- 3 Okręgową Składnicę Sprzętu Kulturalno Oświatowego – Wrocław
- 3 Okręgową Składnicę Sprzętu Chemicznego – Milicz
- 5 Wojskowy Skład MPS – Wrocław
- 6 Rejonową Składnicę Techniczną – Wrocław
- 9 Rejonową Składnicę Uzbrojenia i Amunicji – Jastrzębie
- 10 Rejonową Składnicę Techniczną – Komprachcice
- 11 Składnicę Kwatermistrzostwa – Wrocław
- 12 Magazyn Sprzętu i Materiałów Wyszkoleniowych – Wrocław
- Okręgowe Laboratorium MPS – Wrocław

Insygnia
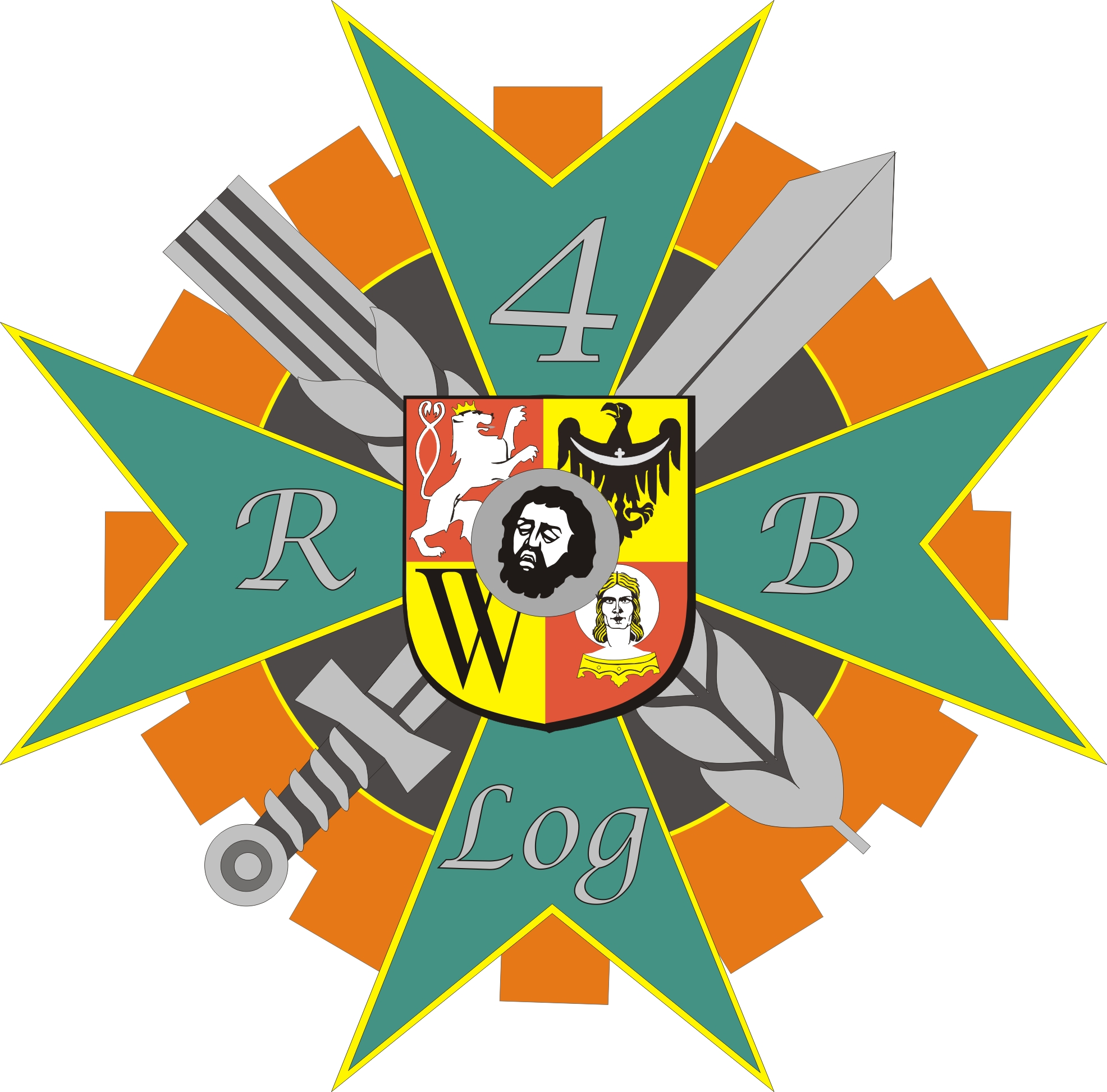
Logo 4 RBLog (wzór 2011)
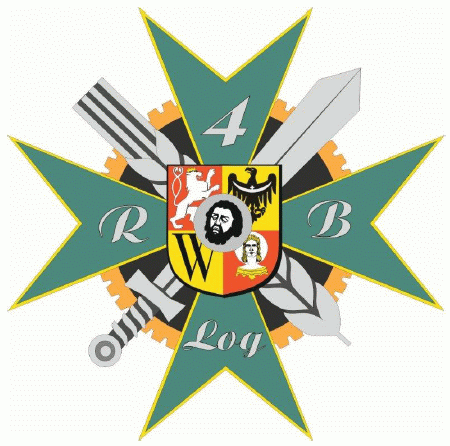
Odznaka pamiątkowa (wzór 2014)
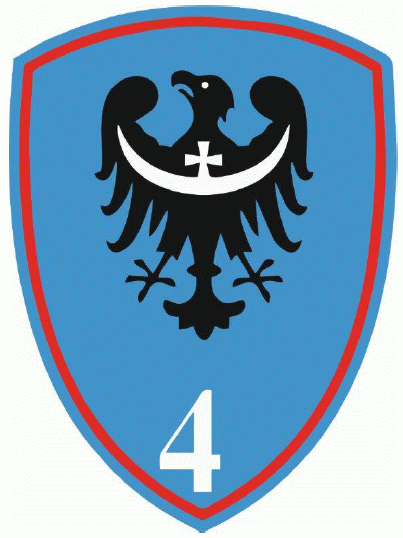
Oznaka rozpoznawcza na mundur wyjściowy
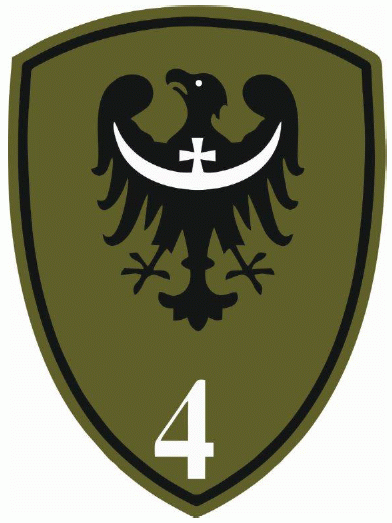
Oznaka rozpoznawcza na mundur polowy
Proporczyk na beret

## Zadania
Głównym zadaniem bazy jest zabezpieczenie logistyczne jednostek wojskowych w jej rejonie odpowiedzialności oraz misji pokojowych – w tym PKW Afganistan, we współdziałaniu z 10 Opolską Brygadą Logistyczną.
Rejon odpowiedzialności 4 RBLog obejmuje województwa dolnośląskie, śląskie, opolskie i lubuskie.

## Struktura organizacyjna
- Komenda 4RBLog – Wrocław, ul. Pretficza
- 2 kompania regulacji ruchu – Oleśnica
- Warsztaty Techniczne – Krosno Odrzańskie
- Warsztaty Techniczne – Oleśnica
- Rejonowe Warsztaty Techniczne – Jastrzębie
- 2 Wojskowy Oddział Gospodarczy – Wrocław
- 4 Wojskowy Oddział Gospodarczy – Gliwice
- 43 Wojskowy Oddział Gospodarczy – Świętoszów
- 45 Wojskowy Oddział Gospodarczy – Wędrzyn
- Wojskowa Komenda Transportu – Wrocław
- Wojskowa Komenda Transportu – Katowice
- skład – Wrocław, ul. Poznańska
- skład – Wrocław-Kowale
- skład – Milicz
- skład – Polska Nowa Wieś
- skład – Krapkowice
- skład – Jastrzębie
- skład – Nowogród Bobrzański
- skład – Duninów
- skład – Porażyn
- skład – Radnica
- skład – Potok
- skład – Wędrzyn
- skład – Skwierzyna (na bazie rozwiązanej 22 PTBPlot).

## Komendanci
- płk Marian Sękowski (1 września 2010 – 6 czerwca 2012)
- płk Krzysztof Krużycki (6 czerwca 2012 – 12 grudnia 2014)
- płk Andrzej Szponar (12 grudnia 2014 –)
- płk Jan Bereza (7 października 2016 – 6 kwietnia 2017)
- płk Rafał Smuszkiewicz (6 kwietnia 2017 – 14 listopada 2019)
- płk Marek Wiza (14 listopada 2019 – 31 stycznia 2023[2])
- płk Mirosław Giel (od 1 lutego 2023[2])

## Tradycje
Decyzją Nr 11/MON z dnia 25 stycznia 2012 roku baza przejęła tradycje następujących jednostek:
- Sztabu Okręgu Wojskowego Śląsk (1945-1946);
- Dowództwa Śląskiego Okręgu Wojskowego (1946-2011)[3].

Decyzją Nr 372/MON z dnia 27 sierpnia 2014 roku, dzień 22 sierpnia został ustanowiony jako Święto 4. Regionalnej Bazy Logistycznej.
Decyzją Nr 85/MON z dnia 10 lipca 2024 roku, 4. RBLog otrzymał imię gen. broni Tadeusza Jordan-Rozwadowskiego.